# Andréi Ruzavin
Andréi Viktorovich Ruzavin (Андрей Викторович Рузавин, 28 de marzo de 1986) es un atleta ruso especializado en marcha atlética.
Ruzavin consiguió la medalla de bronce en la Copa del Mundo de Marcha Atlética de 2014 que se celebró en la ciudad china de Taicang.
Otras participaciones destacadas a nivel mundial han sido el primer puesto conseguido en el Campeonato Mundial Junior de Atletismo de 2004, celebrado en Grosseto sobre 10 000 m, el sexto puesto en la Copa del Mundo de Marcha Atlética de 2004 sobre 10 km y el quinto puesto de la Copa del Mundo de 2012 sobre 20 km.

## Mejores marcas personales
| Mejores marcas personales | Mejores marcas personales | Mejores marcas personales | Mejores marcas personales |
| Distancia                 | Tiempo                    | Lugar                     | Fecha                     |
| ------------------------- | ------------------------- | ------------------------- | ------------------------- |
| 5000 m PC                 | 18:15.54                  | Samara, Rusia             | 30 de enero de 2014       |
| 10 000 m                  | 38:43.03                  | Saransk, Rusia            | 10 de junio de 2006       |
| 10 km                     | 38:17                     | Sochi, Rusia              | 19 de septiembre de 2009  |
| 20 km                     | 1h:17:47                  | Sochi, Rusia              | 18 de febrero de 2012     |
| 35 km                     | 2h:28:17                  | Sochi, Rusia              | 26 de febrero de 2011     |
| PC - Pista Cubierta       |                           |                           |                           |